# Ernesto Olivero
Ernesto Olivero (Mercato San Severino, 24 maggio 1940) è un attivista e scrittore italiano, fondatore del Sermig.

## Biografia
Ultimo di undici fratelli, nasce a Pandola, frazione di Mercato San Severino nel Salernitano dove si era trasferita la sua famiglia per lavoro; il padre era originario di Boves (CN), mentre la madre di Avellino. Passa una carriera scolastica in salita tra la Campania e Chieri, dove si trasferisce all'età di dodici anni; lavorerà in alcune industrie della zona e poi in una filiale del San Paolo di Torino, fino alla decisione di licenziarsi per dedicare tutta la vita ai poveri.

### La nascita del Sermig

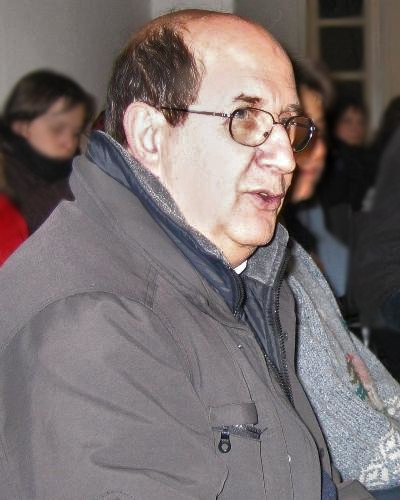
Olivero nel 2005

A ventiquattro anni, il 24 maggio 1964 fonda il Sermig (Servizio Missionario Giovani) insieme alla moglie Maria Cerrato, conosciuta organizzando le Giornate Missionarie Mondiali, e ad alcuni amici con i quali si incontra settimanalmente a casa propria. Questo gruppo, che raccoglie giovani, coppie di sposi, monaci e monache, inizia in sordina ad impegnarsi a fianco dei poveri e degli emarginati di Torino, sua città di adozione, seguendo l'insegnamento del Vangelo. Ha come obiettivo la realizzazione di un grande sogno: Eliminare la fame e le grandi ingiustizie nel mondo, costruire la pace, aiutare i giovani a trovare un ideale di vita, sensibilizzare l'opinione pubblica verso i problemi dei poveri del terzo mondo.
Ben presto il numero di persone che si impegna in questo progetto aumenta. La sede del gruppo si trova inizialmente nell'ufficio delle Pontificie Opere Missionarie quindi, a partire dal 1969, nella chiesa di via Arcivescovado.
I primi anni di vita del gruppo si svolsero durante le contestazioni del Sessantotto. Nonostante all'epoca il clima culturale spingesse molti cattolici ad affiancare il Vangelo con gli scritti di Marx, i volontari del Sermig vollero sempre presentarsi come "semplici cristiani", senza alcuna etichetta politica. In quel periodo il gruppo raccolse fondi e organizzò mostre, mercatini e concerti di beneficenza con i Nomadi, Al Bano e Romina Power, Adriano Celentano e altri, con risultati a volte clamorosi in termini di risposta. In particolare, il 23 febbraio del 1969, Olivero e i suoi riuscirono a riempire Palazzetto dello Sport di Torino per un concerto del "Molleggiato", quando all'epoca quest'ultimo non aveva mai avuto più di tremila spettatori.

### La fondazione dell'Arsenale della pace
Il 2 agosto 1983 Olivero ottenne in gestione, dopo anni di richieste rivolte al Comune, una parte delle strutture del vecchio Arsenale militare, situato in Borgo Dora, uno dei quartieri malfamati della città.
Saranno gli amici del Sermig, con l'aiuto di migliaia di giovani volontari provenienti da tutta Italia, a restaurare interamente l'edificio, allora versante in gravi condizioni di abbandono. Così nacque l'Arsenale della Pace, struttura che attualmente si estende in circa quarantamila metri quadri.

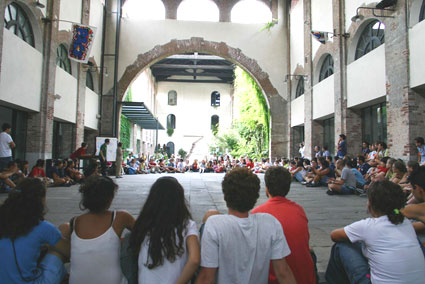
L'entrata dell'Arsenale della Pace

Da allora l'Arsenale, definito "un monastero metropolitano", ha dato assistenza a immigrati, tossicodipendenti, alcolizzati, malati di AIDS e senza tetto nell'ordine delle centinaia di migliaia persone. Negli anni novanta i giovani dell'Arsenale hanno dato vita al movimento Giovani della Pace.
In seguito Olivero aprì l'Arsenale della Speranza a San Paolo (Brasile) nel 1996 e l'Arsenale dell'Incontro a Madaba, in Giordania, nel 2003.
Nel 2006 Olivero e i suoi si sono presi a carico, per il loro recupero sociale, quattro ragazzi protagonisti di un atto di bullismo verso un portatore di handicap che all'epoca fece un certo scalpore.

## L'attività di Ernesto Olivero
Tantissime persone (carcerati, giovani in difficoltà, madri abbandonate, ecc.) sono state reinserite in società grazie ad Ernesto Olivero e il suo movimento: tra questi anche alcuni famosi ex detenuti ed ex ergastolani come Pietro Cavallero, personalmente conosciuti da Olivero negli anni settanta. Furono incontri come questi che gli fecero venire l'idea di realizzare, per primo in Italia, una cooperativa tra carcerati e liberi in un periodo, quello degli "anni di piombo", assai difficile per la nazione.
Per la sua fama di mediatore e di persona al di sopra delle parti ha potuto inoltre essere, per esempio, uno dei pochi civili fatti entrare in Libano per una missione di pace nel 1988 dopo molti anni, in piena guerra civile, inviato dal Patriarca maronita Nasrallah Pierre Sfeir. Fu anche ufficialmente mandato dall'allora Ministro di Grazia e Giustizia Giuliano Vassalli a fare da mediatore durante la rivolta del carcere di Porto Azzurro, nell'Isola d'Elba, nel 1987.
Amico personale di Madre Teresa di Calcutta e di Giovanni Paolo II, ha potuto contare nel corso degli anni sull'aiuto di un alto numero di persone: gente comune, sacerdoti, imprenditori, politici e Presidenti della Repubblica italiani e stranieri, associazioni, istituzioni. Da anni porta avanti le sue cause davanti ai potenti del mondo, anche ad importanti appuntamenti come il G8 di Genova del 2001.
Tra tanti giovani che dedicano la propria vita a questa causa, molti optano per il celibato, scegliendo l'Arsenale come propria dimora: questi oggi costituiscono un ordine religioso riconosciuto ufficialmente dall'Arcidiocesi di Torino.

### Riconoscimenti
Olivero è stato insignito della Medaglia d'Oro al Merito Civile per il suo servizio verso gli ultimi. Re Hussein di Giordania lo ha insignito del titolo di Al Kawkab di prima classe. L'organizzazione israeliana Keren Kayemeth Leisrael, in segno di riconoscenza gli ha dedicato la piantagione di 18 alberi sulle colline di Gerusalemme.
La Path to Peace Foundation delle Nazioni Unite lo ha nominato Servitor pacis nel 1997.
Nel 2002, per aver contribuito a risolvere l'assedio alla basilica della Natività di Betlemme, è stato insignito del titolo di Uomo di pace di Betlemme e Gerusalemme.
Papa Wojtyla gli ha affidato l'incarico di essere "amico fedele di tutti i bambini abbandonati nel mondo". Nel 1999 ha ricevuto dall'Università di Torino la laurea honoris causa in Sociologia.
Madre Teresa, Giovanni Paolo II, e altre note personalità italiane (come Norberto Bobbio e Giovanni Agnelli) e straniere, religiose e laiche, lo hanno ripetutamente proposto per la candidatura al Premio Nobel per la Pace.
Creatore di una particolare Bandiera della pace, riconosciuta da tutti gli ambasciatori e le confessioni religiose mondiali, in collaborazione con l'agenzia Armando Testa, ha affermato come al giorno d'oggi sia necessario superare il pacifismo, che rischia di diventare fine a se stesso, per diventare "pacificatori", "costruttori di pace".
Durante la festa annuale di Avvenire, tenutasi il 1º agosto 2018 a Lerici, ha ricevuto il premio "Angelo Narducci" da mons. Palletti, vescovo di La Spezia-Sarzana-Brugnato, in occasione del 35º anniversario della fondazione dell'Arsenale della Pace.

## Olivero scrittore e "teologo"
A partire dal 1976 Olivero ha pubblicato diversi libri, i cui proventi vengono interamente messi a disposizione dei bisognosi che ogni giorno varcano la grande porta dell'Arsenale.

## Opere
- Costruire con la speranza (Edizioni Paoline, 1976)
- Costruire con la Pace (Sermig, 1976)
- Lotta attiva e contemplazione (LDC, 1977)
- Guardarsi in faccia (LDC, 1979)
- Domande difficili (Città nuova, 1981)
- Uomo, chi sei? (Città nuova, 1982)
- Aprimi gli occhi (Edizioni Paoline, 1983)
- Camminare con Dio (Città nuova, 1983)
- Sulle orme di Dio (Città nuova, 1986)
- 687 km di speranza (Edizioni Paoline, 1988)
- Il Sogno di Dio (Città nuova ragazzi, 1989)
- Nel paese che conosco solo io (Città nuova ragazzi, 1989)
- L'Amore amato (Città Nuova, 1990)
- Nel paese del tesoro nascosto (Città nuova ragazzi, 1990)
- Ti racconto la creazione (Città nuova ragazzi, 1990)
- Nel paese della pace (Città nuova ragazzi, 1991)
- Nel paese della fantasia (Città nuova ragazzi, 1991)
- Vivere da Vivo (Città Nuova, 1991)
- Uniti per la pace (Città Nuova, 1991)
- Preghiere metropolitane (Piemme, 1994)
- Le favole di Ernesto Olivero (raccolta, Città Nuova, 1994)
- Amare con il cuore di Dio (Piemme, 1994)
- Dio non guarda l'orologio (Arnoldo Mondadori Editore, 1996, ISBN 88-04-41486-3)
- Meditazioni per il nuovo millennio (Mondadori, 1998)
- Non bussate: è già aperto (Mondadori, 1998)
- Il lungo cammino verso Dio (Mondadori, 1999)
- Il sogno di Dio (riedizione) (Città Nuova, 2000)
- Carolpapa (Mondadori, 2002)
- Dio dirige il mio cuore (Mondadori, 2003)
- Nuovo Progetto Scuola – Letture e riflessioni sull'attualità (SEI, 2003)
- La gioia di rispondere sì. La regola del Sermig (Portalupi Editore, 2004)
- Aprimi gli occhi. Pensieri senza tempo sulla strada di Dio (riedizione, Edizioni San Paolo, 2004)
- L'amore ha già vinto (Edizioni San Paolo, 2005)
- Grazie, Carolpapa (Mondadori, 2006)
- Dio dirige il mio cuore (2007)
- Sogno che fra cent'anni (Effatà Editrice, 2008)
- Squarciamo il buio (Edizioni Paoline 2009)
- Pace (Libreria Editrice Vaticana 2010)
- Per una Chiesa scalza (Priuli e Verlucca 2010)
- Beato Te Carolpapa (Priuli e Verlucca 2011)
- Buona Pasqua, Maria! (Priuli e Verlucca 2011)
- Due amici (Priuli e Verlucca 2013)
- Giovani, patrimonio dell'umanità (Città Nuova, 2014)
- È possibile. La regola della speranza (Mondadori, 2016)
- Una porta sempre aperta (Priuli e Verlucca, 2019)
- Farà altro nella vita (Priuli e Verlucca, 2024)